# Girlfriend Experience – Aus dem Leben eines Luxus-Callgirls
Girlfriend Experience – Aus dem Leben eines Luxus-Callgirls (Originaltitel: The Girlfriend Experience) ist ein Drama von Steven Soderbergh. Die Premiere fand 2009 beim Tribeca Film Festival statt. Davor wurde beim Sundance Film Festival 2009 ein rough cut gezeigt. Der Film zeigt den Alltag einer Escort-Dame im Oktober 2008, also während der großen Rezession und kurz vor der Präsidentschaftswahl in den Vereinigten Staaten 2008.
Auf Grundlage des Films entstand die Anthologie-Serie The Girlfriend Experience, an der Steven Soderbergh als Executive Producer beteiligt ist.

## Handlung
Christine arbeitet als unabhängige Escort in New York City, wobei sie sich bei der Arbeit Chelsea nennt. Sie hat mit ihren Kunde nicht nur Sex, sondern verbringt auch Freizeit mit ihnen. Mit dem ersten Kunden geht sie ins Kino. Darauf folgt ein ausgiebiges Abendessen, wo sie den Film besprechen. Sie geht mit zu seiner Wohnung, wo er privaten Rat von ihr einholt. Am nächsten Morgen bleibt sie auch noch zum Frühstück. Im Laufe des Filmes werden weitere solche Kundenbegegnungen gezeigt. Dabei wird deutlich, dass sie den persönlichen Hintergrund ihrer Kunden sehr gut kennt und so immer persönliche Gespräche führen kann.
Die Auftragslage von Christine bricht wegen der großen Rezession im Oktober 2008 ein. Ihre Kunden sind entweder direkt aus dem Bankengeschäft oder auf die Finanzierung durch Banken angewiesen. Wegen der Einkunftsverluste können sie Christine nicht mehr wie gewohnt buchen und bezahlen. Die Protagonistin versucht sich über neue Wege neu zu etablieren (Internetpräsenz, Eröffnung einer Boutique, Anstellung bei einem Escort-Service) und sucht dafür bei anderen Männern Rat.
Neben der Haupthandlung werden einige Parallelhandlungen gezeigt. Sie ist in einer festen Liebesbeziehung mit ihrem Freund Chris, der Fitnesstrainer ist. Seine Kunden kommen aus dem gleichen Banken-Umfeld wie bei Christine. Auch er muss sich nach neuen Job-Möglichkeiten umschauen, da sein ursprünglicher Kundenstamm wegbricht. Einschnittartig wird ein Gespräch von vier Männern und Chris in einem Privatjet Richtung Las Vegas gezeigt. Chris wurde von einem seiner Kunden zu einem Wochenendtrip eingeladen. Dabei reden sie über die Auswirkungen und Lösungen der großen Rezession und die Präsidentschaftswahl in den Vereinigten Staaten 2008.
Außerdem findet durchgängig ein Interview mit einem Journalisten und ein Gespräch beim Frühstück mit einer Freundin von Christine statt.
Am Ende will Christine ein ganzes Wochenende mit einem Kunden verbringen, weil sie eine besondere Bindung zu ihm empfindet. Das gefährdet die Beziehung zu ihrem Freund.

## Produktion
Es wurde nur ein geringes Budget von 1,7 Millionen Dollar eingesetzt. Dabei wurden nicht professionelle Schauspieler engagiert und der Film wurde in nur 16 Tagen abgedreht. Die Dialoge sind teilweise improvisiert. Obwohl die Idee zu dem Film schon drei Jahre zurücklag, nahm Soderbergh die politischen und ökonomischen Umwälzungen während des Drehs im Oktober 2008 gerne mit auf. Der Film wurde dabei mittels einer digitalen Red One MX Kamera aufgenommen. Der Einsatz digitaler Kameras war damals noch ungewöhnlich. Die augenscheinliche Kameraarbeit wurde unter anderem hervorgehoben.
Für die frühere Pornodarstellerin Sasha Grey war es der erste Kinofilm, in dem sie mitspielte. Steven Soderbergh wurde auf sie durch einen Artikel des Los Angeles Magazine über sie aufmerksam. Er fand es interessant, wie Sasha Grey über die Pornoindustrie geredet hatte. Sie hatte klare Vorstellungen davon und konkrete Pläne, was sie darin machen und erreichen wollte. Diese Einstellung war für Soderbergh neu und er erkannte eine Verknüpfung zum Escort-Service. Soderbergh interviewte für den Film Escorts und erkannte auch dort ein planvolles Vorgehen. Außerdem engagierte er Sasha Grey, weil sie mit sexuellen Situationen umgehen konnte. Er hatte die Befürchtung, dass dies schwer zu simulieren sei.
Soderbergh entschloss sich, keine expliziten Sexszenen in den Film aufzunehmen, weil gerade diese bei Escorts gewöhnliche und identische Erfahrungen darstellen, wohingegen die darüber hinausgehende Escort-Arbeit individuell ist.

## Rezeption
Insgesamt stieß der Film bei den Kritikern auf geteiltes Echo.
Kritisiert wurde an dem Film die schauspielerische Leistung, welche keinen Tiefgang oder Emotionalität vermittle. Außerdem bleibe die Aussage des Films unklar.
Dagegen wurde von anderen Kritiken gerade die Vermengung der verschiedenen inhaltlichen Ebene als geglücktes Experiment bezeichnet. Dabei wurde die Darstellung der „kapitalistischen Nahrungskette“ gewürdigt. Auch im film-dienst wird der Film positiv bewertet: „Der von glaubwürdigen Darstellern getragene, im Erzählduktus nüchtern-diskrete Film hinterlässt den Eindruck großer Melancholie: Auch wenn die Figuren ständig miteinander im Gespräch sind, scheint ihnen kein vorbehaltloser menschlicher Kontakt möglich.“